# 岸辺露伴は動かない (テレビドラマ)
『岸辺露伴は動かない』（きしべろはんはうごかない）は荒木飛呂彦の同名漫画を原作とする、NHKのテレビドラマシリーズ。2020年よりNHK総合テレビ、NHK BS4Kにて不定期で放送されている。
原作は『ジョジョの奇妙な冒険 ダイヤモンドは砕けない』に登場する漫画家・岸辺露伴を主人公に据えたスピンオフ漫画であり、自身の持つ人を本にして読むことが出来る能力「ヘブンズ・ドアー」やそれが原因で巻き込まれる不思議な事件が描かれる作品である。実写化にあたり、演出を渡辺一貴が、脚本を小林靖子が手掛け、主演は高橋一生が務めた。
2020年12月に放送された第1期は、第58回ギャラクシー賞奨励賞を受賞するなど高い評価を受け、続編が制作された。現在、第4期まで制作されている。
また映画作品として、2023年には本作のチームによる『岸辺露伴 ルーヴルへ行く』が制作・公開された。2025年には劇場版第2作『岸辺露伴は動かない 懺悔室』が公開された。

## 沿革
2020年10月14日 - 本作の制作が発表される。
2020年12月28日～30日 - 第1期が3夜連続でNHK総合にて放送される。
2021年8月15日 - 第1期の再放送後、第2期の制作が発表される。
2021年12月27日～29日 - 第2期が3夜連続でNHK総合にて放送される。
2022年8月20日 - 第3期の制作が発表される。
2022年12月26日、27日 - 第3期が2夜連続でNHK総合にて放送される。
2023年5月26日 - 本作のスタッフ・キャストが再集結し制作された映画『岸辺露伴 ルーヴルへ行く』が公開される。
2024年4月1日 - 第4弾の制作が発表される。
2024年5月5日 - 第4弾がNHK BSP4Kにて先行放送される。
2024年5月20日 - 第4弾がNHK総合にて放送される。
2025年1月7日 - 本作の劇場版第2作『岸辺露伴は動かない 懺悔室』が5月23日に公開予定であることが発表される。

## 登場人物

### 主要キャラクター
岸辺露伴（きしべ ろはん）
演 - 高橋一生
人を本にすることでその人物の生い立ちや秘密を知り、さらにその「本」に書き込むことによって指示を与えることが出来る特殊能力「ヘブンズ・ドアー」を持つ漫画家。集明社にて『ピンクダークの少年』の第8部を連載している。漫画家という職業に誇りを持っており、リアリティーを何よりも重んじている。
泉京香（いずみ きょうか）
演 - 飯豊まりえ
集明社に勤める露伴の担当編集者。明るく押しの強い性格の持ち主で、時折露伴を苛立たせる。
原作では「富豪村」にのみ登場するキャラクターであったとが、本作ではシリーズを通して登場し、露伴の相棒的な役割を果たしている。

### 第1期ゲスト
平井太郎（ひらい たろう）
演 - 中村倫也
京香の彼氏。有名な写真家であったが、事故をきっかけに記憶を失っている。
- 原作漫画で彼に該当するキャラクターのキャラクター名は、無く、名前のあるキャラクターの夫などという形で指し示されている。

一究（いっきゅう）
演 - 柴崎楓雅
富豪村の案内役を務める少年。富豪村を訪れた露伴と京香にマナーの試験を課す。
志士十五（しし じゅうご）
演 - 森山未來
露伴と同じく、集明社で連載を抱える漫画家。行方不明になった担当編集が残した「禁止用語リスト」に記された「くしゃがら」という言葉に興味を持つ。
※ 第3期にも、名前のみ登場している。
片平真依（かたひら まい）
演 - 瀧内公美
インテリアコーディネーター。6年前に夫を事故で亡くしており、娘の真央を一人で育てている。
片平真央（かたひら まお）
演 - 北平妃璃愛
真依の娘。逆さ言葉だけをしゃべり、姿を消す能力を持つ。偶然すれ違った太郎から何かを感じ取る。

### 第2期ゲスト
橋本陽馬
演 - 笠松将
スポーツジムに通う駆け出しのモデル。徐々に走ることに取りつかれてゆく。
乙雅三（きのと まさぞう）
演 - 市川猿之助
リゾート開発を行っている会社の営業。露伴が買った山を買い戻そうとと露伴の元を訪れる。背中を見られることを恐怖している。
※ 本来は『ジョジョの奇妙な冒険 Part4 ダイヤモンドは砕けない』のキャラクター。ドラマのエピソードも同作品のエピソードを原作としている。
大郷楠宝子
演 - 内田理央
六壁坂村の名家・大郷家の一人娘。庭師の群平と交際しているが、親が決めた婿養子の修一もいる。

### 第3期ゲスト
イブ
演 - 古川琴音
露伴の熱狂的なファン。巨大なうさ耳を身に着けており、ペットの蛇やトカゲを常に連れている。動物病院にて偶然露伴の住所を知り、家まで押しかけてしまう。
大柳賢
演 - 柊木陽太
『ピンクダークの少年』のファンだが、新キャラクターのホットサマー・マーサのデザインに不満を持っており、露伴にデザインの変更をかけてジャンケン勝負を仕掛ける。
※ 本来は『ダイヤモンドは砕けない』のキャラクター。ドラマのエピソードも同作品のエピソードを原作としている。

### 第4期ゲスト
トニオ・トラサルディー
演 - Alfredo Chiarenza
露伴宅の近所に越してきたイタリアンシェフ。体の不調を治す不思議な料理を作る能力を持つ。
※ 本来は『ダイヤモンドは砕けない』のキャラクター。エピソードは『岸辺露伴は動かない 〜エピソード6:密漁海岸〜』を原作としている。
森嶋初音
演 - 蓮佛美沙子
トニオの彼女。重い病気を患っている。
- 原作漫画で彼女に該当するキャラクターのキャラクター名は、ヴェルジーナ。

## スタッフ
|                      | 第1期                             | 第2期                               | 第3期                               | 第4期                               |
| -------------------- | --------------------------------- | ----------------------------------- | ----------------------------------- | ----------------------------------- |
| 原作                 | 荒木飛呂彦 『岸辺露伴は動かない』 | 荒木飛呂彦 『岸辺露伴は動かない』   | 荒木飛呂彦 『岸辺露伴は動かない』   | 荒木飛呂彦 『岸辺露伴は動かない』   |
| 原作                 | 北國ばらっど 『くしゃがら』       | 荒木飛呂彦 『ジョジョの奇妙な冒険』 | 荒木飛呂彦 『ジョジョの奇妙な冒険』 | 荒木飛呂彦 『ジョジョの奇妙な冒険』 |
| 演出                 | 渡辺一貴                          | 渡辺一貴                            | 渡辺一貴                            | 渡辺一貴                            |
| 脚本                 | 小林靖子                          | 小林靖子                            | 小林靖子                            | 小林靖子                            |
| 脚本                 | N/A                               | N/A                                 | 渡辺一貴                            | 渡辺一貴                            |
| 音楽                 | 菊地成孔                          | 菊地成孔                            | 菊地成孔                            | 菊地成孔                            |
| 音楽                 | N/A                               | 新音楽制作工房                      | 新音楽制作工房                      | 新音楽制作工房                      |
| 人物デザイン監修     | 柘植伊佐夫                        | 柘植伊佐夫                          | 柘植伊佐夫                          | 柘植伊佐夫                          |
| 制作統括             | 土橋圭介                          | 土橋圭介                            | 土橋圭介                            | 土橋圭介                            |
| 制作統括             | 鈴木貴靖                          | 斎藤直子                            | 斎藤直子                            | 斎藤直子                            |
| 制作統括             | 平賀大介                          | 平賀大介                            | ハンサングン                        | ハンサングン                        |
| プロデューサー       | 比嘉り子                          | ハンサングン                        | 桐山優衣                            | 桐山優衣                            |
| 撮影                 | 山本周平                          | 山本周平                            | 山本周平                            | 山本周平                            |
| 撮影                 | N/A                               | 田島茂                              | 田島茂                              | 田島茂                              |
| 照明                 | 鳥内宏二                          | 鳥内宏二                            | 鳥内宏二                            | 鳥内宏二                            |
| 美術                 | 磯貝さやか                        | 磯貝さやか                          | 磯貝さやか                          | 磯貝さやか                          |
| 音声                 | 高木創                            | 藤林繫                              | 藤林☆創                             | 高木創                              |
| 衣裳制作             | N/A                               | 玉置博人                            | 玉置博人                            | 玉置博人                            |
| スタイリスト         | 羽石輝                            | 羽石輝                              | 羽石輝                              | 羽石輝                              |
| ヘアメイク           | 荒木美穂                          | 荒木美穂                            | 荒木美穂                            | 荒木美穂                            |
| ヘアメイク           | N/A                               | N/A                                 | N/A                                 | 金山貴成                            |
| 映像技術             | 大西悠斗                          | 大西悠斗                            | 大西悠斗                            | 大江康弘                            |
| カラーグレーディング | N/A                               | N/A                                 | N/A                                 | 大西悠斗                            |
| VFX                  | 前田昂                            | 菅原悦史                            | 菅原悦史                            | 菅原悦史                            |
| 音響効果             | 谷口広紀                          | 谷口広紀                            | 谷口広紀                            | 谷口広紀                            |
| 取材                 | 田中峰弥                          | 名倉良祐                            | 田中峰弥                            | 田中峰弥                            |
| リサーチャー         | N/A                               | N/A                                 | N/A                                 | 牧野内知之                          |
| 記録                 | 中村愛由美                        | 幸縁栄子                            | 上田悠䔧                            | N/A                                 |
| 編集                 | 鈴木翔                            | 鈴木翔                              | 鈴木翔                              | 鈴木翔                              |
| 制作                 | NHKエンタープライズ               | NHKエンタープライズ                 | NHKエンタープライズ                 | NHKエンタープライズ                 |
| 制作・著作           | NHK、P.I.C.S                      | NHK、P.I.C.S                        | NHK、P.I.C.S                        | NHK、P.I.C.S                        |

## 制作

### 企画
本作の企画は、2018年の夏の終わりに、長年アニメーション番組の制作を手がけてきたプロデューサー・土橋圭介に対し、渡辺一貴が提案したことに始まる。渡辺は幼少期から『ジョジョの奇妙な冒険』シリーズのファンであったが、それまで主にNHKの硬派なドラマを制作していたため、土橋は意外に感じたという。企画を進める中で、スタンドの登場によりVFXが不可欠となる本編ではなく、心理戦の要素が強い『岸辺露伴は動かない』であれば実写化に適していると判断され、集英社に連絡が行われた。
本作の制作方針は、原作の忠実な再現ではなく、「現実世界に岸辺露伴が実在したら」という発想に基づいて進められた。土橋は『ジョジョの奇妙な冒険』のアニメ版や実写映画を視聴しているものの、それらを見直したり参考にしたりはしていないという。

### 脚本
全3話の特集ドラマとして制作が決定した段階で、『ジョジョの奇妙な冒険』のテレビアニメにおいてシリーズ構成を担当した小林靖子が脚本を手がけることとなった。まず、原作から実写化に適したエピソードが選定され、それにオリジナルエピソードを加えることで、各話に統一した流れを持たせる形で脚本が構成された。
第1話「富豪村」は、キャラクター紹介を主軸とする回として、満場一致で実写化が決定した。
第2話「くしゃがら」は、小説『岸辺露伴は叫ばない 短編小説集』に収録されている作品を原作としており、アニメを含め、同小説の映像化は本作が初となる。小林は、舞台のようなワンシチュエーションの中で展開される岸辺露伴と志士十五のやり取りを魅力的な要素として挙げている。
第3話「D.N.A.」は、女性誌『別冊マーガレット』に掲載された作品を原作としており、年末の放送に適した温かみのあるエピソードとして選ばれた。
脚本の執筆中は原作者の荒木ともやり取りを重ね、改変の許可やアドバイスを受けていた。小林らは当初ホラー路線で制作を進めていたが、荒木は原作の持つ「おかしさ」にこだわりを持っており、第3話での逆さ言葉などは荒木からのフィードバックを受け、本作でも残された。
原作では「富豪村」にのみ登場する泉京香が全話を通して登場するのは、小林の「ドラマの勘」に基づく提案によるものであった。渡辺は、露伴と京香をバディにすることで荒木作品のユーモアが演出されていると話している。

### キャスティング・演技
岸辺露伴役には高橋一生が起用された。オファーのきっかけは、渡辺が演出を手がけた2017年の大河ドラマ『おんな城主 直虎』に高橋が出演していたことである。撮影後に『ジョジョの奇妙な冒険』を読んでいた際に、渡辺は「あれっ？岸辺露伴って、一生さんでは！」と考え、出演を依頼した。
高橋にとって岸辺露伴は、高校時代に『ジョジョの奇妙な冒険』に触れた際、仕事への矜持を持ち、自身の好きなことを押し通す姿に衝撃を受け、以後、自身の演技にも影響を与えたキャラクターであった。かねてより演じることを望んでいたため、オファーを受けた際には「こんなことがあるのか」と感動したという。
実写作品で露伴を演じるにあたり高橋は、彼がしていたかもしれない動きや描写を近づけ、説得力を持たせるため、セリフを自身の中で納得させることを重視している。また、本作に登場する露伴のスタンド「ヘブンズ・ドアー」は、原作では躍動的な肉体表現が特徴であるが、実写版ではいかに内的なものを躍動させるかに注力したという。渡辺は撮影前の打ち合わせで作品の方向性について高橋と十分に議論を重ね、露伴の解釈を共有していたため、撮影中は芝居に関する詳細な指示はほとんど行わなかった。
泉京香役の飯豊まりえは、連続テレビ小説『まれ』で渡辺と関わりがあったことからオファーを受けた。原作者の荒木飛呂彦が「ムカつきながら描いた」と語るキャラクターであることを踏まえ、露伴を苛立たせるような演技を意識しつつ、過度に鬱陶しくならないようバランスを取ることを心がけたという。

### 撮影・演出
本作の撮影は新型コロナウイルス感染症の流行下で行われたため、顔合わせや打ち合わせはオンラインで実施された。緊急事態宣言の解除後、短期間で撮影が行われたが、猛暑の影響もあり過酷な環境での作業となった。
制作にあたっては、原作のコマとコマの間の表現を膨らませることを意識し、セリフの応酬や心理戦を重視した二人芝居が中心となっている。また、シリーズ全体を通じてCGの使用を極力抑えており、渡辺は特撮にも通ずる人の体温を感じられる映像を目指したという。第2話「くしゃがら」にて登場する喉の奥に登場する黒い塊は、大きな喉の模型を作り、その中に黒い塊を入れ人が手作業で動かすという方法で撮影された。
露伴の自宅の撮影は、神奈川県葉山町にある「葉山加地邸」で行われた。高橋は、部屋のデザインがシリーズを通じて統一されていることが演技にも寄与したと述べている。

### 衣装
人物デザイン監修として柘植伊佐夫が参加し、劇中の衣装から小道具までキャラクターのデザイン全般のかじ取りを行った。まずは柘植がデザインと素材の方向性を決め、それをもとに衣装制作の玉置博人が束ねるチームが実際に制作していった。小物を始め、既製品を使用する場合はスタイリストの羽石輝が選定を行っている。
露伴の衣装は「静けさの中にある奇妙な何か」を再現するため、原作のカラフルで奇抜なデザインではなく、モノトーンを主体にしたデザインとなっている。露伴のヘアバンドは荒木から無くしても構わないとアドバイスされていたものの、露伴のアイデンティティでもあり、色を黒にすることで髪に馴染ませることが出来たため、取り入れられた。また、この表現は『ジョジョの奇妙な冒険 スターダストクルセイダース』の主人公・空条承太郎の、帽子と髪が同化したデザインにも着想を得ているという。
京香の衣装はオートクチュールとなっており、飯豊の体格に合わせたオリジナルの衣装が制作された。露伴の衣装とは対照的に華やかなデザインとなっており、飯豊は演技において衣装が助けになった部分もあると述べている。

### 音楽
渡辺は、ペペ・トルメント・アスカラールの『記憶喪失学』を本作の映像に当てた際、岸辺露伴の世界観と親和性があると感じたことから、「ペペ・トルメント・アスカラールの作風での制作」を菊地成孔に依頼した。
菊地は本作の作風を「レトロモダンとハイパーモダンを時間軸的に融合させた、つまるところは怪奇もの」と捉えており、本作の劇伴は恐怖とそれ以上の悲哀を意識した音楽となっている。エンディング曲を始めとした一部の楽曲は菊地の私塾「ペンギン音楽大学」の生徒の作品から触発された曲となっており、これをきっかけに菊地は生徒たちを中心としたクリエイター集団「新音楽制作工房」を結成した。新音楽制作工房は第2期以降の劇伴にも携わっている。

### 第2期（制作）
第2期では原作から「ザ・ラン」と「六壁坂」が、『ジョジョの奇妙な冒険 ダイヤモンドは砕けない』から「チープ・トリック」が実写化された。ジョジョ本編からエピソードを選んだ理由について渡辺は、言葉の駆け引きや腹の探り合いが中心になるエピソードを選ぶ中で、自然とこのエピソードが浮かんだと語っている。乙雅三役は歌舞伎役者の市川猿之助が演じた。渡辺が観た『色彩間苅豆 かさね』という演目にてかさねを演じた市川が乙のような動きをしており、渡辺はその舞台に魅了され、市川にオファーした。
「ザ・ラン」はランニングマシンならではの一定の速度で走るうちにだんだんと世界がおかしくなる面白さを意識して演出された。橋本陽馬役を演じた笠松将は役作りのために初めての食事制限を行い、ボルダリングのシーンもCGなしで撮影された。
「六壁坂」はこの3話を総括する話となっている大郷楠宝子を演じた内田理央はジョジョシリーズのファンであり、役作りとして自宅では常に『岸辺露伴は動かない』のアニメを流していたという。

### 第3期（制作）
第3期では原作から「ホットサマー・マーサ」が、『ジョジョの奇妙な冒険 ダイヤモンドは砕けない』から「ジャンケン小僧」が実写化された。
原作の「ホットサマー・マーサ」は『JOJO magazine 2022 SPRING』に収録された新作で、「富豪村」以来久しぶりに京香が登場したエピソードであった。渡辺らは以前より「新作がもし出たらやらせていただきたい」と話しており、さらにコロナ禍や過剰なファン心理といった現実に近い世界観で描かれていることもあり、実写化が決まった。露伴が犬を飼い始めたり涙目になったりと新たな側面が見えるエピソードでもあり、高橋は自身の凝り固まった露伴像を崩したエピソードだと語っている。古川琴音が演じたイブはスタッフ間でシリーズ最強の敵として位置づけられた。渡辺はイブの愛情と嫉妬、そこから出る狂気を古川が的確に演じていたと評している。
「ジャンケン小僧」は渡辺がジョジョの世界を実写化したいと思ったきっかけのエピソードであった。ジャンケン小僧が出来る役者が居なければ実写化は取りやめる予定であったが、落ち着きがありジワジワとくる怖さが出せる子役・柊木陽太に出会えたことで実写化が実現した。原作をアレンジする際には、荒唐無稽にならないようにしつつも原作を意識させる体の動きや、生身の人間が発しても自然に聞こえるセリフが意識された。

### 第4期（制作）
第4期では、原作の中でも特に人気の高い「密漁海岸」が実写化された。「密漁海岸」は、『ジョジョの奇妙な冒険 ダイヤモンドは砕けない』に登場するキャラクターであるトニオ・トラサルディが関わるエピソードであり、読者がトニオの能力を理解している前提で物語が進行する。そのため、実写化に際しては、トニオの初登場エピソードである「イタリア料理を食べに行こう」も脚本に組み込まれた。同エピソードにおける虹村億泰の役割は泉京香が、東方仗助の役割は露伴が担い、大量の涙を流すシーンはCGを使用せずに撮影された。
海中のシーンは、実際の海と潜水用プールの両方で撮影された。高橋はダイビング経験があるものの、水中で体を沈めるために息を吐き切る必要があり、演技には苦労したと述べている。また、作中に登場する巨大なタコも、CGを極力使用せずに撮影された。

## 評価

### SNSにおける反響
Twitterにおいては2020年10月24日の企画発表直後からトレンドに入るなど放送前から強い期待が寄せられた。さらに、同年12月に公開された予告編では「だが断る」といった露伴の名言が登場し、ナレーションをアニメ版で露伴役を務めた櫻井孝宏が担当したことも相まって、さらなる盛り上がりを見せた。
放送が始まってからもファンの盛り上がりは続き、「くしゃがら」が12月29日午後11時のトレンド3位になるなど、連日関連ワードがトレンド入りした。また、第2話と類似した点のある1991年放送の『世にも奇妙な物語』の一篇「ズンドコベロンチョ」もトレンド入りした。
第2期以降も放送されるたびに大きな話題となり、第9話「密漁海岸」放送後には本作のタイトルが1位、「トニオさん」が2位とトレンド入りした。また、第1期と第2期の櫻井やテレビアニメ『ジョジョの奇妙な冒険 ストーンオーシャン』で空条徐倫を演じたファイルーズあいのカメオ出演も大きな話題となった。
2024年5月16日に本作で共演した高橋と飯豊が結婚を発表した際には「岸辺露伴」、「ジョジョ婚」といったワードがトレンド入りした。

### 批評
『TVドラマは、ジャニーズものだけ見ろ！』などの著作があるドラマ評論家・成馬零一はリアルサウンドに寄せた第1期のレビュー記事にて「理想の映像化と言える屈指の仕上がり」と評し、強烈な個性のある荒木の作品をドラマ化できたこと自体に驚いたと語っている。また『TRICK』や『時効警察』を彷彿とさせる男女のバディや、『世にも奇妙な物語』にも通じる奇妙な後味など、日本のテレビドラマが得意としてきた手法を駆使することで荒木の世界観を再現していると述べている。
フリーライターの渡辺彰浩はリアルサウンドに寄せた第1期のレビューにて「言うまでもなく、今回の『岸辺露伴は動かない』の実写化は大成功であった」と評し、高橋を始めとしたキャスト陣や制作陣に敬意を表したいと語っている。第4期のレビューでは『岸辺露伴 ルーヴルへ行く』の撮影での手ごたえから生まれた自信が現れているとし、これまでのあらゆる要素が詰め込まれた集大成と評している。
フリーライターの竹島ルイはIGNに寄せた『岸辺露伴 ルーヴルへ行く』のレビュー記事内で本作についても述べており、第2話「くしゃがら」の志士十五や第5話「背中の正面」の乙雅三を始めとした摩訶不思議なキャラクターと露伴の対峙を不条理コメディとして機能させる渡辺の手腕を評しており、ストレンジな笑いの感覚は『時効警察』や『コンビニエンス・ストーリー』の三木聡にも似ていると述べている。

### 受賞
本作はギャラクシー賞テレビ部門2021年1月度月間賞、および第58回奨励賞を受賞した。月間賞の選考理由として、「独特な美意識に貫かれた奇想天外な原作の世界観を、こだわりぬかれた美術や演出で見事に再現。小林靖子による脚本も原作のエッセンスを的確に抽出していた。主演の高橋一生を筆頭に役者陣もハマリ役ばかり。中でも森山未來は、その身体能力を最大限に生かし、違和感丸出しのキャラクターを見事に演じていた」と評された。
また、優れた映像技術や音響技術を評するJPPA AWARDS 2022にて、本作及び音響の大西悠斗が新人賞映像技術部門を受賞した。

## エピソードリスト
| 話数 | サブタイトル         | 本放送日       | 脚本     |
| --- | -------------------- | -------------- | -------- |
| 第1話 | 富豪村               | 2020年12月28日 | 小林靖子 |
| 岸辺露伴の新たな編集に就いた泉鏡花は、自身の彼氏・平井太郎から、土地の所有者が全員成功している山奥の村「富豪村」の話を聞く。この村を取材することになり、富豪村に赴いた露伴と京香は、一究からマナー試験を課せられる。このマナー試験は一度でもミスをすると失格となり、再トライをするたびに大切なものをひとつ失うというものであった。京香のミスにより再トライを余儀なくさせられ、太郎、京香の愛犬のマロンを失ってしまう。露伴は京香と一究を本にし事態の打開を図ろうとするが、一究の本には心を読むことのマナー違反が記されており、代償として露伴の右手が失われてしまう。追い詰められた露伴だったが、自身の能力で一究に畳の縁を踏むよう命令し、マナー試験に勝利する。一究のマナー違反の代償として太郎とマロンは息を吹き返し、露伴は再トライすることなく富豪村を去る。 |                      |                |          |
| 第2話 | くしゃがら           | 2020年12月29日 | 小林靖子 |
| 露伴がカフェでネタを考えていたところに、同じく漫画家の志士十五が現れる。十五は行方不明になった担当編集が残した「禁止用語リスト」に記された「くしゃがら」という謎の単語について語る。十五はその後も「くしゃがら」を調べ続け、徐々に「くしゃがら」に取りつかれていき、一月後には正気を失ってしまう。露伴が十五に「ヘブンズ・ドアー」をしたところ、本の中に黒い袋とじを見つける。「くしゃがら」の正体は好奇心を通じて感染するこの世の禁止用語であり、そのためヘブンズ・ドアーでくしゃがらを忘れさせることもできない。露伴は「一か月間の記憶をすべて忘れる」と命令し、十五は「くしゃがら」から解放される。 |                      |                |          |
| 第3話 | D・N・A              | 2020年12月30日 | 小林靖子 |
| 太郎は6年前、交通事故にあい記憶を失っている。露伴より、十五を催眠術で救ったと聞いた京香は、太郎の記憶も催眠術で治るのではないかと考え、露伴に太郎を紹介する。そのさなか片平真依とその娘の真央にすれ違い、真央に袖を引っ張られたことで太郎は転倒してしまう。念のために病院を受診した際、露伴は真央の逆さ言葉などの不思議な特徴を知る。真央に興味を持った露伴は、自身を催眠メンタリストと称して真依の自宅を訪ねる。真央を本にして調べてみると、真央本人には問題はなく、むしろ真央を隠そうとする真依の無意識が問題であると指摘する。そんな中突然真央が透明になってしまい、家から出て行ってしまう。真央を追うと、公園で太郎と遊んでいた。真依と真央、そして太郎を本にしてみると、太郎が真依の夫・央（演：奥野瑛太）から臓器提供を受けていたこと、そしてその影響で3人が不思議な縁で結ばれていることを知る。3人は家族として歩みだし、露伴は央が遺したDNAが3人を結び合わせたのだろうと考察する。 |                      |                |          |
| 第4話 | ザ・ラン             | 2021年12月27日 | 小林靖子 |
| 露伴は京香に対し、自身が妖怪伝説のある山を購入したことで破産し、ド・スタールの画集以外の全財産を売却したことを明かす。そして、原稿料の前借りを申し出る。京香が妖怪の存在を疑問視すると、露伴は自身が過去に体験した出来事を「男A」の話として語り始める。 ある日露伴は、会員制ジムで駆け出しのモデル・橋本陽馬と出会う。陽馬は事務所の社長の勧めで体を鍛え始めたが、次第にランニングにのめり込み、オーディションを断ってトレーニングを優先するようになる。さらには、同棲している彼女の部屋をボルダリングジムに改造してしまうほどの執着を見せていた。やがて陽馬はランニングの邪魔になるものを排除するようになり、トレーニング中に訪れた配達員や自身の彼女を殺害してしまう。数日後、露伴と再会した陽馬は、トレッドミルを使った勝負を持ちかける。その勝負は、先に目標速度に到達した方が勝利するというものであったが、トレッドミルは通常とは逆向きに設置され、さらに窓が割られているため、走るのをやめるとビルから転落するという危険な状況にあった。明らかに異様な雰囲気を放つ陽馬に興味を持った露伴は勝負を受け、「ヘブンズ・ドアー」の能力を駆使して勝利する。陽馬がランニングに取りつかれたきっかけは、彼が六壁坂を走ったことであった。露伴はこの現象を調査するため、問題の山を購入していたのであった。 |                      |                |          |
| 第5話 | 背中の正面           | 2021年12月28日 | 小林靖子 |
| ある日、リゾート地の開発を手がける企業の社員である乙雅三が、岸辺露伴のもとを訪れる。乙は「自分の背中を絶対に見られたくない」という強いこだわりを持っており、これまで誰にも背中を見せたことがないと語る。興味を持った露伴、鏡を使って乙の背中を覗き見る。しかしその瞬間、乙は突如として絶命してしまう。それからしばらく後、露伴の背中に乙の姿をした妖怪が取り憑く。妖怪は露伴に対し、「背中を見られたら乙と同じように死ぬ」と警告し、さらに「六壁坂を返して」と繰り返し訴え続ける。露伴は、京香が取材した「平坂」という場所に着目する。そこでは、ある特定の条件が揃ったときに振り返ると神隠しに遭うという伝承があった。露伴はこの伝承を利用し、妖怪を神隠しに遭わせることで妖怪から解放される。乙がこの妖怪に憑かれたのも六壁坂であり、露伴は六壁坂へ取材に向かう。 |                      |                |          |
| 第6話 | 六壁坂               | 2021年12月29日 | 小林靖子 |
| 正確な六壁坂の場所を調査しに六壁坂村を訪れた露伴と京香のもとに、村の名家の一人娘・大郷楠宝子が現れる。楠宝子の生い立ちを「ヘブンズ・ドアー」で調べると、30年前の出来事が明らかになる。 楠宝子には親が決めた婚約者・高窓修一（演：中島歩）がいながらも、庭師の釜房群平（演：渡辺大知）と秘かに付き合っていた。しかしこのまま両親に隠し続けることは難しいと悟った楠宝子は、群平に別れを告げる。離れにて二人は口論になり、はずみで楠宝子は群平を殺してしまう。その直後、離れに修一が訪れる。楠宝子は修一の死体を隠そうとするが、何故か修一は出血し続けていた。何とか死体を隠した楠宝子は、腐ることの無く「死に続けている」修一の死体に愛情を抱き、彼の子供を身ごもってしまう。 楠宝子の元から去ろうとした露伴の目の前に楠宝子の娘が現れる。彼女は露伴の目の前で転倒し、死んで露伴に憑りつこうとする。「ヘブンズ・ドアー」の力で回避した露伴は、この妖怪の正体を見破るが、漫画を描くために六壁坂を去る。 |                      |                |          |
| 第7話 | ホットサマー・マーサ | 2022年12月26日 | 小林靖子 |
| 感染症による緊急事態宣言の影響で長期間取材に行けず、露伴はストレスを溜め込んでいた。さらに、新キャラクター「ホットサマー・マーサ」のデザインに使用された3つの丸が著作権侵害にあたる可能性を京香から指摘されてしまう。気分転換のため、露伴は新しく飼い始めた愛犬・バキンとともに散歩に出かける。すると、道中で不思議な神社を発見する。その奥にある巨大なご神木の洞には鏡が置かれており、露伴は興味本位でそれを覗き込む。帰宅すると3か月が経過していたことに気づく。さらに、自宅ではバキンのおもちゃがかみ砕かれている、熱狂的なファン・イブが自身のベッドで寝ているといった異変が発生していた。また、完成した原稿に記されている「ホットサマー・マーサ」のデザインが、元の3つの丸から4つに変わっていた。驚いた露伴は急ぎ神社に戻る。そこで神主から、「3か月間、露伴と『藪箱法師』が入れ替わって生活していた」と告げられる。「藪箱法師」とは、入れ替わった人物の暗黒面を写し出した存在であった。神主によれば、「藪箱法師」が引き起こした悪事は鏡に映らないように3回左に回せばリセットできるという。露伴はその方法を試みるが、鏡の横の壺に自身の姿が反射していたため、さらに3か月間、「藪箱法師」に入れ替わってしまう。その間に、バキンは「藪箱法師」の虐待によって狂暴化し、イブは「藪箱法師」の子を身籠っていた。さらに、イブは原稿を回収に訪れた京香に薬を飲ませて昏倒させ、同じ薬を露伴にも与える。露伴はイブに鏡を3回回すように命令し、これにより「藪箱法師」の行いをリセットすることに成功する。ただし、「ホットサマー・マーサ」のデザインだけは改変されたままであり、露伴はその変更が京香によるものであることを悟る。 |                      |                |          |
| 第8話 | ジャンケン小僧       | 2022年12月27日 | 渡辺一貴 |
| 「ホットサマー・マーサ」のデザインに不満を持つ少年・大柳賢が露伴の前に現れる。かつての賢は露伴の熱狂的なファンであったが、「ホットサマー・マーサ」のデザインがきっかけで露伴に失望し、漫画を描く資格がないと考えている。賢は幾度となく露伴にジャンケン勝負を挑み、勝利する度に「ヘブンズ・ドアー」の能力を奪い取っていく。賢が提示した三本勝負に、最終的に露伴は勝利する。露伴は丸が3つのデザインの「ホットサマー・マーサ」が描かれたサインを賢に送り、その場を後にする。 |                      |                |          |
| 第9話 | 密漁海岸             | 2024年5月10日  | 渡辺一貴 |
| 露伴と京香は打ち合わせのため、トニオ・トラサルディが営むイタリアンレストランを訪れる。トニオは手相から体の不調を読み取り、さらに食材の持つ毒を利用して、不調を取り除く料理を作る能力を持っていた。イタリアンシェフとして別格の腕を持つトニオが日本の辺鄙な地に居る理由は彼のフィアンセ・森嶋初音にあった。彼女は脳に腫瘍をもっており、それを治療できる食材である「ヒョウガラクロアワビ」は日本にしか生息していないのであった。しかしそのアワビは流通しておらず、トニオは露伴にアワビの密漁を持ち掛ける。露伴は話に乗り、古文書に記されていた方法でアワビの密猟を試みる。しかしその方法は密漁者を生贄にするための罠であった。全身にアワビが張り付き、窮地に陥る露伴であったが、「ヘブンズ・ドアー」でタコにアワビを襲うように命令し、難を逃れる。初音はアワビを大量に食したタコを食べることで腫瘍を治し、物語は幕を閉じる。 |                      |                |          |
| 番外 | もうひとつの密漁海岸 | 2024年5月18日  | 渡辺一貴 |
| 前話（密漁海岸）の裏で起きていたもうひとつの物語。露伴ではなく、泉京香と森嶋初音を中心に話が展開されていく。 |                      |                |          |

## 放送・配信
第1期はNHK総合とNHK BS4Kにて2020年12月28日から30日にかけて放送された。第2期はNHK総合にて2021年12月27日から29日にかけて放送された。第3期はNHK総合にて2022年12月26日と27日に放送された。第4期は2024年5月5日にNHK BSプレミアム4Kにて先行放送された後、5月10日にNHK総合にて放送された。各シーズンの放送時間は以下の通り。
| シーズン | 放送期間              | 放送局             | 放送時間      |
| -------- | --------------------- | ------------------ | ------------- |
| 第1期    | 2020年12月28日 - 30日 | NHK総合 NHK BS4K   | 22:00 - 22:49 |
| 第2期    | 2021年12月27日 - 29日 | NHK総合            | 22:00 - 22:49 |
| 第3期    | 2022年12月26日 - 27日 | NHK総合            | 22:00 - 22:54 |
| 第4期    | 2024年5月5日          | NHK BSプレミアム4K | 13:00 - 14:00 |
| 第4期    | 2024年5月10日         | NHK総合            | 22:00 - 23:00 |

NHKオンデマンドにおいては放送後から配信されていたが、市川猿之助の不祥事により第5話と第6話の配信が2023年6月28日より一時的に停止された。これに対しNHKには10日間で千件近い意見が寄せられ、そのほとんどは「作品には罪はないのではないか」「有料の動画配信サービスなので、見るかどうかは利用者に委ねるべきだ」といった配信停止に批判的なものであり、その後7月26日に配信再開が発表された。
2022年12月16日にはAmazon Prime Videoでの配信が開始し、2024年5月18日には第4期とともにAmazon Prime Video限定エピソード「もう一つの密漁海岸」が配信された。

## 関連番組
第2期（第4話から第6話）放送に合わせる形で、以下の2番組が放送された。
私の岸辺露伴語り
NHK総合テレビにて2021年12月18日 23時10分 - 23時39分に放送。本作品の魅力に迫った番組で、露伴役の高橋一生、ゲスト出演の内田理央、脚本を手がけた小林靖子、カルチャー評論家のさやわかが作品について語る。
『天才てれびくん hello,』SP はじめてでもわかるッ！岸辺露伴＆ジョジョの世界
NHK Eテレにて、『天才てれびくん hello,』とのコラボ特番が2021年12月27日 18時20分 - 18時50分に放送。チャンカワイ（Wエンジン）とてれび戦士が本作品及び『ジョジョの奇妙な冒険』に込められた荒木飛呂彦のメッセージを説き明かす内容となっており、ゲストプレゼンターとして小沢一敬（スピードワゴン）が、またドラマに出演する高橋一生と飯豊まりえもVTR出演した。

## イベント
2021年12月14日から2022年1月10日まで、ドラマ『岸辺露伴は動かない』の展覧会が、NHK仙台放送局で開催された。荒木の出身地で盛り上げようと企画され、小道具や衣装、デザイン画など約70点が紹介された。全国からドラマや原作のファンなど1万4,000人以上が来場した。
さらに、この「岸辺露伴は動かない展」は2022年12月18日から2023年4月にかけて、仙台、富山、札幌、熊本、東京の5都市を巡回して開催された。番組の撮影で実際に使用した衣装、小物、美術、「ヘブンズ・ドアー」の特殊造形などの資料が展示されたほか、会場に露伴の書斎が再現された。

## 映像ソフト
本作を収録したBlu-rayおよびDVDがNHKエンタープライズより全3巻で発売された。
| 巻 | 発売日         | 収録話        | 規格品番   | 規格品番   |
| 巻 | 発売日         | 収録話        | BD         | DVD        |
| -- | -------------- | ------------- | ---------- | ---------- |
| 1  | 2021年10月22日 | 第1話 - 第3話 | NSBS-25073 | NSDS-25075 |
| 2  | 2022年7月22日  | 第4話 - 第6話 | NSBS-25585 | NSDS-25586 |
| 3  | 2023年5月26日  | 第7話、第8話  | NSBS-53693 | NSDS-53694 |

## 映画

### 岸辺露伴は動かない ルーヴルへ行く
映画第1作。原作『岸辺露伴は動かない』ではなく関連作品の『岸辺露伴 ルーヴルへ行く』を原作としているが、キャスト・スタッフは本作テレビドラマと同一となっている。2023年5月26日に公開された。

### 岸辺露伴は動かない 懺悔室
映画第2作。2025年5月23日公開。スタッフ・キャストは第1作から続投。全編にわたりヴェネツィアでのロケが行われた。